# Sándor Fegyir
Sándor Fegyir, teljes nevén Fegyir Fedorovics Sandor (ukránul: Федір Федорович Шандор, magyar környezetben használt nevén Sándor Ferenc, Ungvár, 1975. június 10. –) ukrán–magyar kétnemzetiségű filozófus, szociológus, pedagógus, turisztikai szakértő, egyetemi tanár, 2024. december 21-től Ukrajna magyarországi nagykövete. A magyar közvélemény az Ukrajna elleni 2022-es orosz invázió kezdetén ismerte meg mint a „lövészárkok professzorát”.

## Élete
Édesapja magyar–szlovák, édesanyja ukrán–olasz származású. 1997-ben az Ungvári Nemzeti Egyetem szerzett történészi diplomát, 2002-ben az egyetem jogi tanszékén végzett. Általános iskolai tanárként egy ungvári iskolában tanított történelmet és földrajzot, majd kárpátaljai médiumoknál dolgozott újságíróként.
2007-től a szociológiai tudományok kandidátusa, 2014-től a filozófiai tudományok doktora. Több ukrán akadémia tagja, emellett a Magyar Tudományos Akadémia köztestületének külső tagja.
A Kárpátaljai Területi Közigazgatási Hivatal turisztikai főosztályának korábbi vezetője. 2020-ban Volodimir Zelenszkij államfő A Nép Szolgája pártjának színeiben a Kárpátaljai Területi Tanács képviselőjévé választották.
Ukránul, magyarul és oroszul beszél. Rögbizett és amerikai focit is játszott, a Nyíregyháza Tigers tagja is volt.

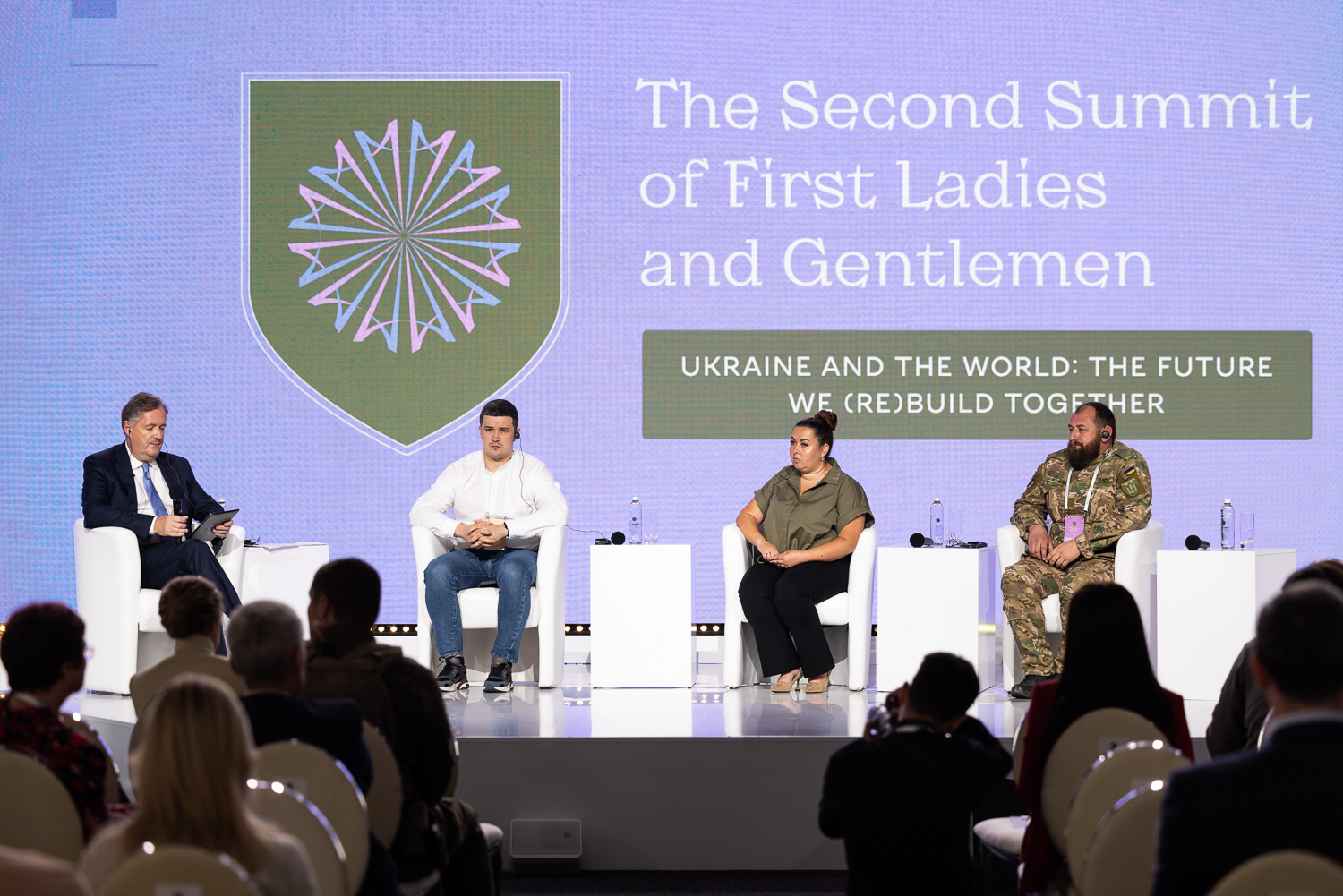
Sándor Fegyir (jobbra) egy 2022-es rendezvényen

## A háborúban
Oroszország 2022. február 24-én indított invázióját követően még aznap este jelentkezett és bevonult az ukrán hadseregbe. Kiképzését követően áprilisban érkezett a Donyec-medencébe, és a kárpátaljai 101. önálló területvédelmi dandár 68. területvédelmi zászlóaljának katonája lett. Hétfő és kedd esténként szabadidejében videókapcsolat által tartott egyetemi órákat az Ungvári Nemzeti Egyetem hallgatóinak a frontról.
2023 januárjában szülővárosában, Ungváron a lövészárokban készült híres fényképére emlékeztető miniszobrot kapott, amelyet Roman Murnik készített.
2023 márciusában Sándor Fegyir jelöltként szerepelt Ukrajna budapesti nagyköveti posztjára. 2023. augusztus 8-án Novák Katalin köztársasági elnök aláírta a befogadónyilatkozatát, ám Volodimir Zelenszkij ukrán elnök akkor még nem nevezte ki, hanem csak 2024. december 21-én. Ukrajna magyarországi rendkívüli és meghatalmazott követeként 2025. február 24-én, a háború megindításának harmadik évfordulóján foglalta el hivatalát.

## Fordítás
Ez a szócikk részben vagy egészben  a(z)   Шандор Федір Федорович című ukrán Wikipédia-szócikk ezen változatának fordításán alapul.  Az eredeti cikk szerkesztőit annak laptörténete sorolja fel. Ez a jelzés csupán a megfogalmazás eredetét és a szerzői jogokat jelzi, nem szolgál a cikkben szereplő információk forrásmegjelöléseként.